# Азіз Ганієв
Азізьон Ганієв (узб. Azizjon G'aniyev, нар. 22 лютого 1998, Джиззак) — узбецький футболіст, півзахисник еміратського клубу «Аль-Аглі» (Дубай) та національну збірну Узбекистану.

## Клубна кар'єра
Народився 22 лютого 1998 року в Джиззаку. Вихованець футбольної школи клубу «Насаф». Дорослу футбольну кар'єру розпочав 2014 року в основній команді того ж клубу, в якій провів шість сезонів, взявши участь у 92 матчах чемпіонату. 2015 року ставав у його складі володарем Кубка Узбекистану.
2020 року перейшов до команди «Аль-Аглі» (Дубай). Ставав у його складі чемпіоном ОАЕ 2023 року.

## Виступи за збірні
2015 року дебютував у складі юнацької збірної Узбекистану (U-19), загалом на юнацькому рівні взяв участь у 2 іграх.
Протягом 2017–2020 років залучався до складу молодіжної збірної Узбекистану. На молодіжному рівні зіграв у 24 офіційних матчах, забив 4 голи.
2017 року дебютував в офіційних матчах у складі національної збірної Узбекистану.

## Титули і досягнення
- Володар Кубка Узбекистану (1):

«Насаф»: 2015
- Чемпіон ОАЕ (1):

«Аль-Аглі» (Дубай): 2022-2023